# Лосефф, Майкл
Майкл Лосефф (англ. Michael Loceff; род. 1952) — сценарист и соисполнительный продюсер телевизионного хита «24 часа», который шёл на телеканале Fox. Он работал в шоу над шестью с половиной сезонами, но ушёл после забастовки сценаристов.
Из еврейской семьи, родители — Этель Кацман (1914—2009) и Сэнфорд Лосефф (1912—2007). Приходится двоюродным братом Джоэлу Сурноу. Он является одним из награждённых премией «Эмми» 2006 года за «24 часа». До «24 часов», он работал с партнёрами-продюсерами «24 часов», Джоэлом Сурноу, Робертом Кокраном, Джоном Кассаром, Брэдом Тёрнером и Питером Ленковом над сериалом «Её звали Никита».
В настоящее время, он является профессором в колледже Foothill в Лос-Атлос Хиллзе, Калифорнии, обучая курсам компьютерных наук онлайн.

## Мелочи
- Лосефф преподнёс несколько тонких отсылок к своей преподавательской карьере в «24 часах». Пароль Майло Прессмана в CTU - "foothill94022". 94022 - почтовый индекс колледжа Foothill в Лос-Атлосе, Калифорнии. В предыдущем эпизоде шоу, персонаж использовал пароль "Etudes", имя его программного обеспечения онлайн.[2]